# Dominique Vivant Denon
Dominique Vivant Denon (4. ledna 1747 Chalon-sur-Saône – 27. dubna 1825 Paříž) byl francouzský kreslíř, grafik a ředitel galerie Louvre.
Byl členem komise umělců a vědců, kteří v letech 1798–1801 doprovázeli vojenské tažení Napoleona Bonaparta do Egypta. Denon tam nastudoval množství starověkýách egyptských památek, pořídil velký soubor kreseb  i technické dokumentace staveb, jež převedl do leptů a v roce 1802 zveřejnil ve dvojdílném albu, které vyvolalo velký zájem veřejnosti o tuto starověkou civilizaci. Jeho ilustrace jsou použity také v díle Description de l'Égypte, které ve své době bylo jedním ze základních pro vznikající egyptologii.

## Biografie

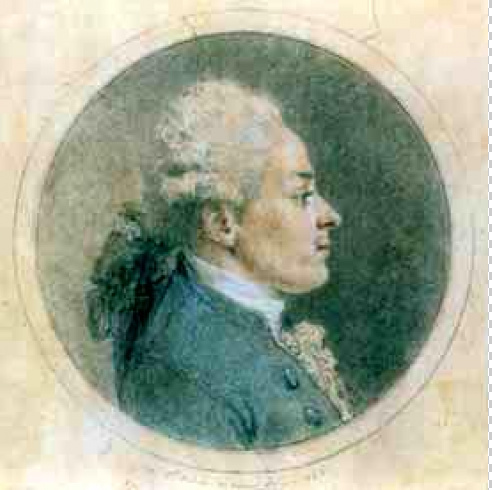
Augustin se Saint-Aubin: Portrét Vivanta Denona (1768)

Narodil se 4. ledna 1747 v Chalon-sur-Saône v rodině barona de Non, advokáta z rodu venkovské nižší šlechty. Krátce studoval v Paříži práva, ale už od roku 1765 se v ateliéru Noëla Hallé učil kresbě a rytině. Roku 1768 se seznámil s malíři, bratry Gabrielem a Augustinem Aubinovými, byl poprvé portrétován. Od té doby se systematicky věnoval umělecké praxi, zejména kresbě, i studiu a pořádání sbírek umění. Roku 1768 byl uveden na královský dvůr, kde se stal nejdříve komorníkem, a pak pro svůj zevnějšek, povahu a schopnosti úspěšným dvořanem. V divadle Comédie-Française se mu již v roce 1769 podařilo inscenovat vlastní hru Julie neboli Dobrý otec. Téhož roku vstoupil do učení k malíři Françoisi Boucherovi. Od té doby se po celou kariéru věnoval malbě i kresbám z cest, portrétům a žánrům.
Dále byl na dvoře Ludvíka XV. (1710–1774) jmenován správcem královské sbírky gem, pořízených madame Pompadour a uspořádal ji do kabinetu. Krátce byl tajemníkem francouzského velvyslanectví v Petrohradě, kde prý zaujal carevnu Kateřinu II. a odkud odešel v důsledku špionážní aféry. Následně byl diplomatem ve Švédsku.

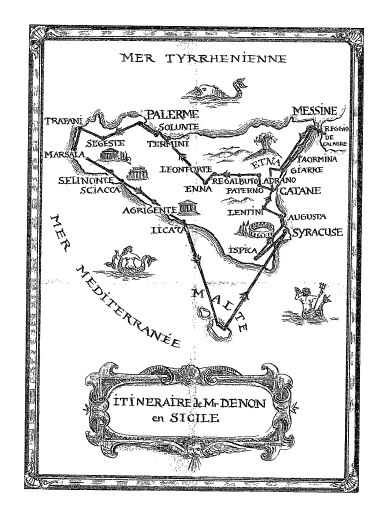
Denonův itinerář cest na Maltu a sicílii

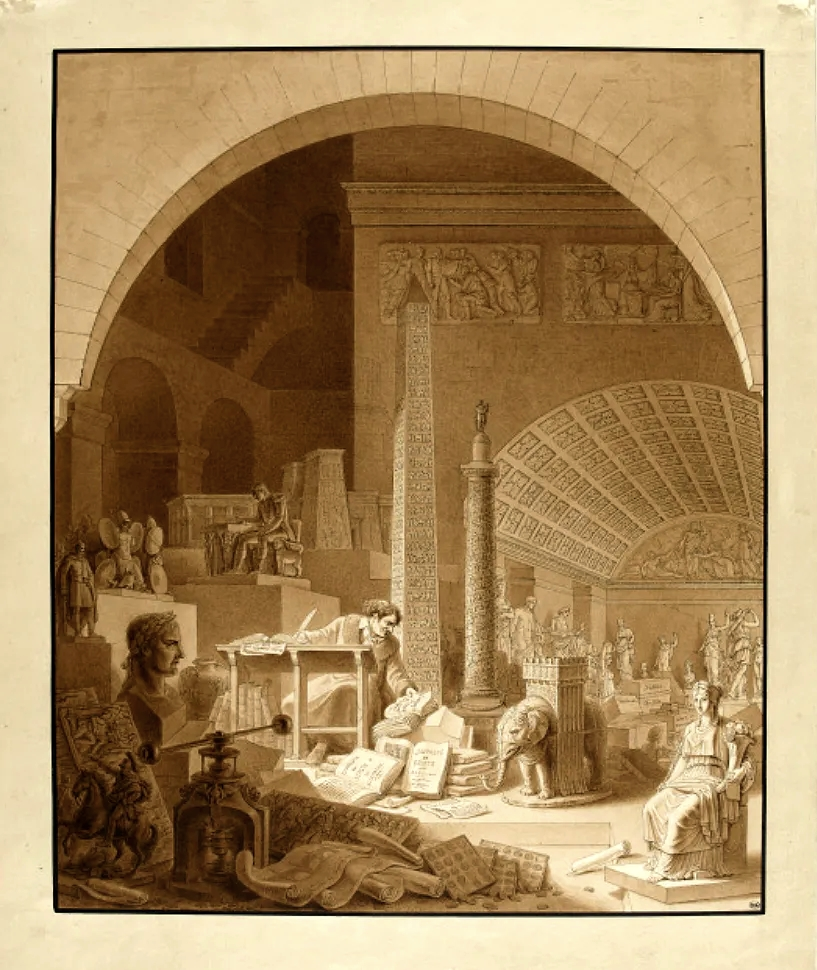
Denon při práci v Dianině sálu v Louvru; Benjamin Zix (1811)

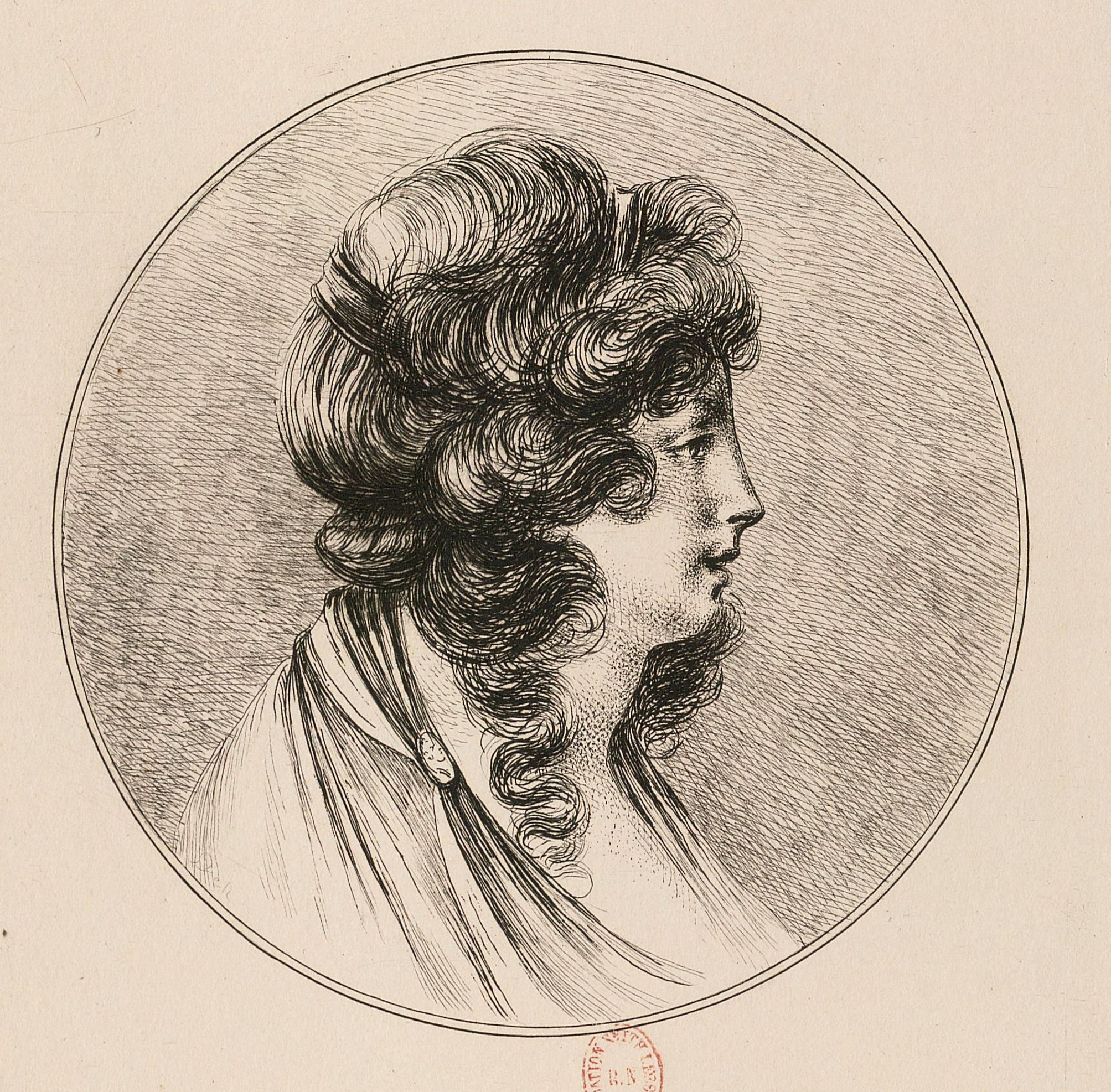
Denon: Portrét lady Emmy Hamiltonové

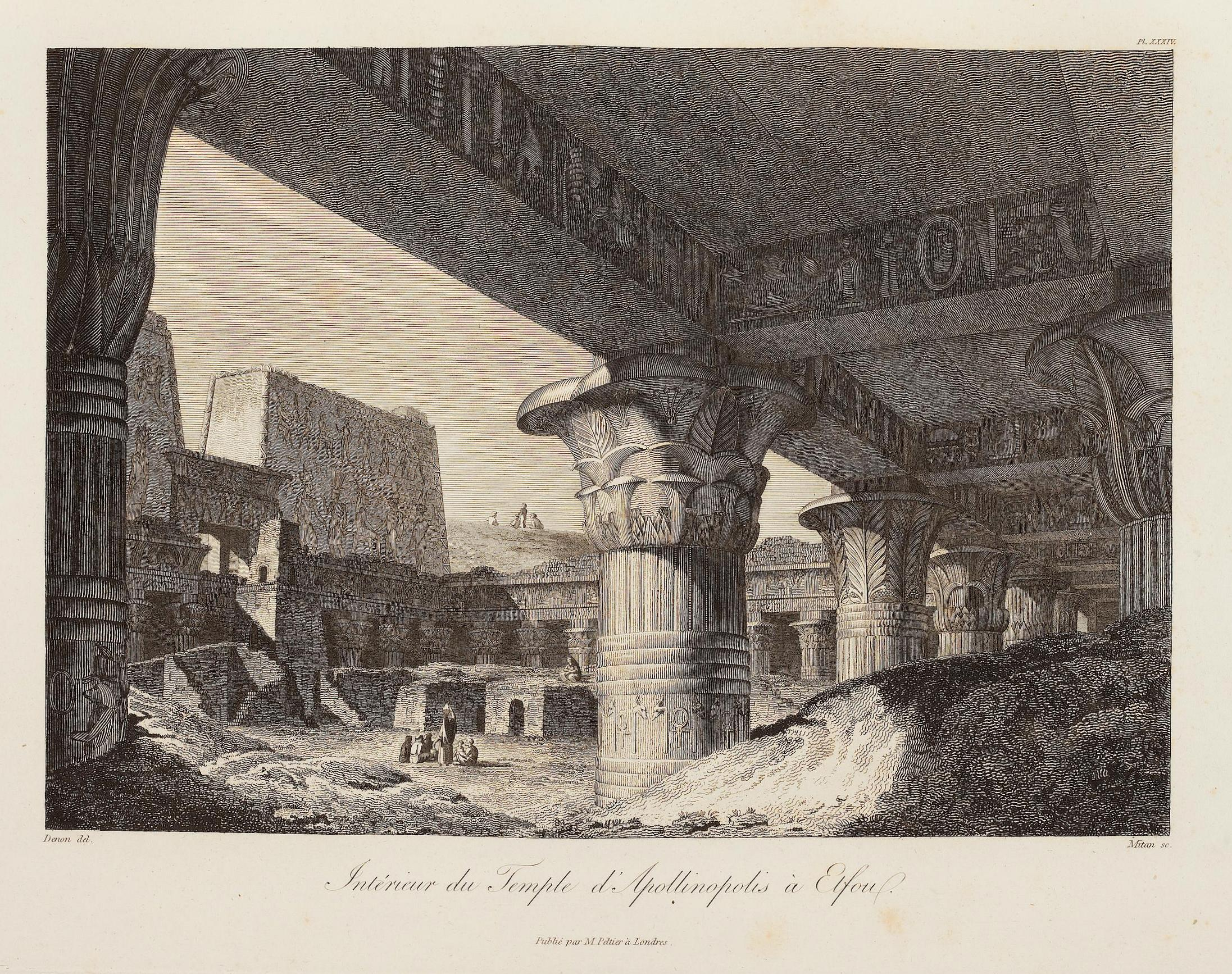
Chrám v Apolinopolis (nyní Qûs) v horním Egyptě

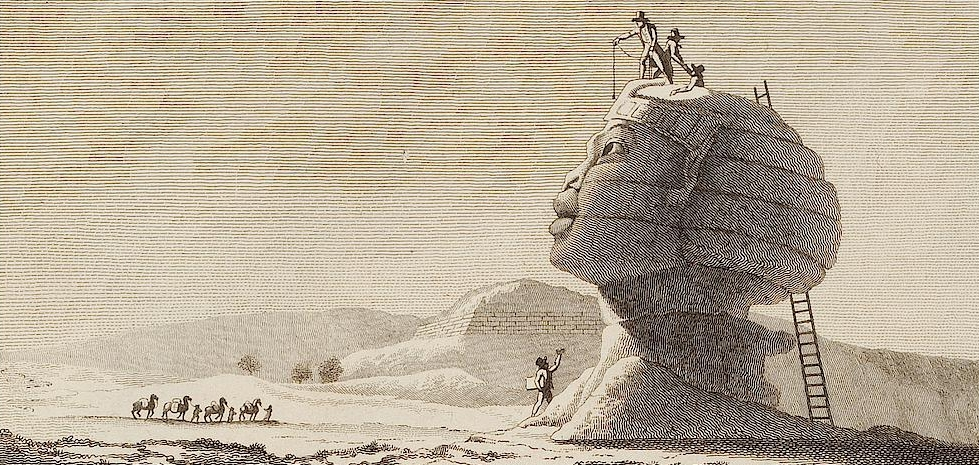
Sfinga v Gize v Denonově albu

Po nástupu Ludvíka XVI. (1754–1793) působil v diplomatických službách. V roce 1775 ho ministr zahraničních věcí Charles Gravier de Vergennes pověřil tajnou misi ve Švýcarsku. Cestu využil k návštěvě Voltaira ve Ferney a se souhlasem svého hostitele nakreslil sérii jeho portrétů a výjev ze společné snídaně. Kresby pak převedl do leptů a rozšířil tiskem. Realistické pojetí portrétů Voltaira pobouřilo, napsal, že vypadá jako „zmrzačená opice“.
Koncem roku 1777 procestoval s několika jinými umělci Maltu a Sicílii, cestu zdokumentoval a publikoval. V letech 1779–1782 pobýval jako tajemník a později jako chargé d’affaires na ambasádě v Neapoli, kde navázal četné užitečné známosti (mj. s Galianim, manželi Hamiltonovými, malířem Bonitem nebo hercem Casciellem). Zde se také poprvé proslavil jako sběratel umění  a archeolog. V roce 1787 se vrátil do Paříže, kde se stal členem Královské malířské a sochařské akademie a zabýval se opět uměním. Také se seznámil a spolupracoval s malířem J. L. Davidem). Pak pobýval v italských Benátkách, kde ho zastihla zpráva o francouzské revoluci. Pro podezření z jakobinismu byl vyslýchán (1790) a v červenci 1793 vypovězen. Odešel do Boloně a Florencie. Tam se v prosinci téhož roku dozvěděl, že jeho majetek byl ve Francii zkonfiskován a že se on sám ocitl na seznamu nepřátelských osob. Přes hrozící nebezpečí přicestoval do Paříže, zřekl se šlechtického titulu (de Non změnil na Denon), nadále se živil jako kreslíř, dokud se nespojil s malířem Jacquesem Louisem Davidem (1748–1825), s nímž vytvořil sérii rytin návrhů oděvů revolucionářů a spřátelil se s politikem Robespierrem (1758–1794). Ten zrušil jeho proskripci a zařídil navrácení majetku (což Denona očividně nezkompromitovalo; kresba Robespierrovy uťaté hlavy může svědčit o tom, že se zúčastnil jeho popravy). Po seznámení s Josefínou Beauharnais (1763-1814) pronikl do blízkosti Napoleona Bonaparta (1769–1821), který ho pak v rámci příprav egyptského tažení povolal do vědecké komise, doprovázející štáb francouzské expediční armády. Po dobytí Káhiry se stal členem právě založeného Egyptského institutu a věnoval se zkoumání starověké nekropole v Gíze (prozkoumal královskou komoru Cheopsovy pyramidy a popsal hlavu sfingy). S armádním sborem generála Desaixe (1768–1800) se dostal do Horního Egypta, kde za dramatických válečných okolností podnikl archeologický výzkum pohřebiště v Sakkáře, navštívil Luxor, Denderu, Karnak, Údolí králů, Edfu, Elefantinu a dostal se až do Asuánu. Podrobné záznamy poznatků doplňoval četnými nákresy. Po návratu z Egypta byl (1802) jmenován generálním ředitelem Ústředního uměleckého muzea (od roku 1804 Napoleonova, nyní Louvre). V této funkci se přičinil o uspořádání a rozmnožení jeho sbírek (často díky Napoleonovým válečným úspěchům) a za tím účelem hojně cestoval po Evropě, aniž by byl obviněn z podpory rabování . Od roku 1803 řídil v Paříži státní ražebnu medailí, v roce 1804 se stal generálním ředitelem všech francouzských muzeí. Kromě toho spravoval porcelánku v Sèvres, angažoval se ve výrobě gobelínů. 
V srpnu 1812 přijal šlechtický titul svobodného pána a začal se psát jako baron Denon. Ke konci života experimentoval s litografií. Nikdy se neoženil a zemřel bez potomků 27. dubna 1825 v Paříži. Je pohřben na hřbitově Père Lachaise, na hrobě má bronzový pomník.

## Dílo
Denon byl první z vědeckých a uměleckých členů výpravy Napoleonova válečného tažení do Egypta, který zveřejnil výsledky své práce. Už v roce 1802 publikoval dvoudílné grafické a textové album pod názvem Cesty Dolním a Horním Egyptem, brzy přeložené do němčiny (1803) a do angličtiny, čímž rozpoutal mimořádný zájem o egyptologii. Kromě toho sto padesáti rytinami obohatil monumentální Popis Egypta (1809–1822), shrnující výzkumy francouzských učenců během krátké (1798–1799) Napoleonovy výpravy. Jeho přesné a umělecky hodnotné kresby jsou často jediným svědectvím o stavu egyptských starověkých památek před jejich ničením v následujícím století.

### Publikace
- Voyage pittoresque ou Description des royaumes de Naples et de Sicile, Paříž 1783
- Voyage dans la Basse et la Haute-Égypte: pendant les campagnes du général Bonaparte, 4 svazky, Paříž 1802; Londýn 1803
- Vivant Denon et Amaury Duval, Monuments des arts du dessin chez les peuples tant anciens que modernes. 2 svazky;  Paříž 1829.

### V češtině
- Není zítřku. vydal Akcent, Třebíč 2010